# 카슈미르 지방
카슈미르 지방은 잠무 카슈미르주에서 특히 무슬림이 많은 카슈미르 계곡에 위치한 인도의 지방이다. 잠무 카슈미르 연방 직할지의 여름 행정중심지인 스리나가르가 포함되어 있다.